# Рамос, Элиана
Элиа́на Ра́мос (исп. Eliana Ramos; 23 декабря 1988, Монтевидео, Уругвай — 13 февраля 2007, там же) — уругвайская фотомодель.

## Биография
Элиана Рамос была известной моделью в Латинской Америке. Она подписала контракт с известным аргентинским модельным агентством Dotto. Также работала в качестве модели в Мексике и в Японии вместе со старшей сестрой-моделью Луисель (1984—2006).

## Смерть
18-летняя Элиана скоропостижно скончалась 13 февраля 2007 года в Монтевидео (Уругвай) в доме своих дедушки и бабушки. Причиной смерти был назван сердечный приступ. Полагается, что он был вызван недоеданием.
Элиана на полгода пережила свою старшую сестру Луисель, которая также скончалась от сердечного приступа, вызванного истощением. Отец девушки Луис Рамос, бывший футболист уругвайской сборной по футболу, во время смерти дочери находился на отдыхе с женой в другой части страны. Смерть девушек от анорексии вызвала широкий общественный резонанс и привлекла широкое внимание СМИ.
Помимо Элианы и её сестры от истощения скончались 22-летняя бразильская модель Ана Каролина Рестон (в ноябре 2006 года). В декабре того же года среди бразильских женщин были отмечены ещё несколько таких случаев.